# Haderslevs amt
Haderslevs amt (danska: Haderslev Amt) var ett amt på den södra delen av halvön Jylland i Danmark. Amtet omfattade ett område vid Lilla Bält, i den nordöstra delen av Sønderjylland. Residensstaden Haderslev var amtets enda stad.

## Administrativ historik
Haderslevs amt bildades 1920 när Sønderjylland åter blev danskt efter att ha tillhört Tyskland (Preussen) sedan 1864. 
Amtet upphörde i samband med kommunreformen 1970 då det blev en del av det då nybildade Sønderjyllands amt. Sedan kommunreformen 2007 tillhör området Region Syddanmark.

## Härader
Haderslevs amt omfattade fem härader:

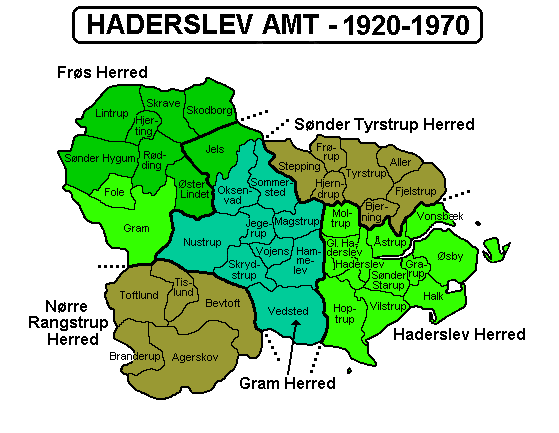
Karta över Haderslevs amt med dess indelning i härader och socknar. De färgade ytorna markerar kommuner bildade vid kommunreformen 1970.

- Frøs härad
- Grams härad
- Haderslevs härad
- Nørre Rangstrups härad
- Sønder Tyrstrups härad